# Happy TV
 (août 2020).
Si vous disposez d'ouvrages ou d'articles de référence ou si vous connaissez des sites web de qualité traitant du thème abordé ici, merci de compléter l'article en donnant les références utiles à sa vérifiabilité et en les liant à la section « Notes et références ».
Happy TV, en serbe cyrillique Happy ТВ, est une chaîne de télévision nationale serbe dont le siège est à Belgrade, la capitale du pays. Elle était spécialisée dans les programmes pour enfants. Happy TV a acquis une solide réputation pour ses programmes de divertissement. La station propose une compilation de films internationaux/nationaux, de sitcoms américains, de dramatiques, de feuilletons indiens et de telenovela latins, ainsi que des émissions de variété produites localement, des spectacles, et dernièrement des sitcoms domestiques et des émissions de téléréalité.
La société mère de Happy TV est la société Invej, basée à Belgrade, qui possède également de nombreuses entités commerciales qui servent souvent de sponsors du programme, qui appartient à Predrag Ranković.

## Emissions
- Parovi